# Cargadero de Dícido
El cargadero de Dícido o  cargadero de Mioño es un antiguo cargadero de mineral situado en la localidad de Mioño, en Castro-Urdiales, (Cantabria, España). Está declarado Bien de Interés Cultural.

## Historia
Daba servicio a las minas de Dícido que se encontraban en la zona, hoy abandonadas. El primer cargadero de Dícido se remonta al año de 1880, realizado por M.T. Seiring, socio de Gustave Eiffel, arquitecto de la Torre Eiffel. Este fue destruido en 1937 durante la guerra civil, sustituyéndose por el ahora conservado (aunque en mal estado) en 1938. Fue construido por la Compañía Anónima Basconia y por Gortazar Hermanos y montado por la empresa Altos Hornos de Vizcaya.
Fue declarado bien de interés cultural en el año 1996.
En junio de 2023 comenzaron las obras de restauración del cargadero,sin embargo al poco de iniciarse las obras, se paralizaron al ser necesario un incremento presupuestario. En 2024 las obras se reactivaron.

## Descripción
Está formado por un gran pilar de sección circular, realizado en piedra de sillería, soportando una estructura de hierro en voladizo, llamada cantilever.
Esta permitida la entrada a los perros todo el año.